# El Naranjo, Susupuato
El Naranjo är en ort i Mexiko.   Den ligger i kommunen Susupuato och delstaten Michoacán de Ocampo, i den södra delen av landet, 140 km väster om huvudstaden Mexico City. El Naranjo ligger 880 meter över havet och antalet invånare är 321.
Terrängen runt El Naranjo är huvudsakligen kuperad, men åt nordost är den bergig. Runt El Naranjo är det ganska glesbefolkat, med 34 invånare per kvadratkilometer. Närmaste större samhälle är Otzoloapan, 14,4 km öster om El Naranjo. I omgivningarna runt El Naranjo växer huvudsakligen savannskog.